# West Indies Cricket Team in Australien in der Saison 1930/31
Die Tour des West Indies Cricket Teams nach Australien in der Saison 1930/31 fand vom 12. Dezember 1930 bis zum 4. März 1931. Die internationale Cricket-Tour war Bestandteil der Internationalen Cricket-Saison 1930/31 und umfasste fünf Tests. Australien gewann die Serie 4–1.

## Vorgeschichte
Für beide Mannschaften war es die erste Tour der Saison.
Es war die erste Tour die die beiden Mannschaften gegeneinander ausgetragen haben.

## Stadien
Die folgenden Stadien wurden für die Tour als Austragungsort vorgesehen.
| Stadion                  | Stadt     | Kapazität | Spiele       |
| ------------------------ | --------- | --------- | ------------ |
| Adelaide Oval            | Adelaide  | 53.583    | 1. Test      |
| The Gabba                | Brisbane  | 42.000    | 3. Test      |
| Melbourne Cricket Ground | Melbourne | 100.024   | 4. Test      |
| Sydney Cricket Ground    | Sydney    | 48.000    | 2. & 5. Test |

## Kaderlisten
Die Mannschaften benannten die folgenden Kader.
| Test | Test |
| Australien | West Indies |
| --- | --- |
| - Bill Woodfull (K) - Donald Bradman - Alan Fairfax - Clarrie Grimmett - Alec Hurwood - Bert Ironmonger - Archie Jackson - Alan Kippax - Stan McCabe - Bert Oldfield (wk) - Ron Oxenham - Bill Ponsford - Keith Rigg - Tim Wall | - Jackie Grant (K) - Ivan Barrow (wk) - Barto Bartlett - Lionel Birkett - Learie Constantine - George Francis - Herman Griffith - George Headley - Freddie Martin - Clifford Roach - Tommy Scott - Derek Sealy |

## Tests

### Erster Test in Adelaide
| 12. – 16. Dezember Scorecard | Adelaide | West Indies 296 (127.1) & 249 (98) | – | Australien 376 (117.5) & 172-0 (55.3) |
|                              |          | Australien gewinnt mit 10 Wickets  |   |                                       |

Die West Indies gewannen den Münzwurf und entschieden sich als Schlagmannschaft zu beginnen.

### Zweiter Test in Sydney
| 1. – 5. Januar Scorecard | Sydney | Australien 369 (116.4)                            | – | West Indies 107 (50.1) & 90 (30.3) (f/o) |
|                          |        | Australien gewinnt mit einem Innings und 172 Runs |   |                                          |

Australien gewann den Münzwurf und entschied sich als Schlagmannschaft zu beginnen.

### Dritter Test in Brisbane
| 16. – 20. Januar Scorecard | Brisbane | Australien 558 (147)                              | – | West Indies 193 (104.3) & 148 (60.3) (f/o) |
|                            |          | Australien gewinnt mit einem Innings und 217 Runs |   |                                            |

Australien gewann den Münzwurf und entschied sich als Schlagmannschaft zu beginnen.

### Vierter Test in Melbourne
| 13. – 14. Februar Scorecard | Melbourne | West Indies 99 (50) & 107 (35.4)                  | – | Australien 328-8d (89.2) |
|                             |           | Australien gewinnt mit einem Innings und 122 Runs |   |                          |

Die West Indies gewannen den Münzwurf und entschieden sich als Schlagmannschaft zu beginnen.

### Fünfter Test in Sydney
| 27. Februar – 4. März Scorecard | Sydney | West Indies 350-6d (135) & 124-5d (51) | – | Australien 224 (79.2) & 220 (75.3) |
|                                 |        | West Indies gewinnt mit 30 Runs        |   |                                    |

Die West Indies gewannen den Münzwurf und entschieden sich als Schlagmannschaft zu beginnen.